# ليو غالو
ليو غالو (بالإنجليزية: Lew Gallo)‏ هو ممثل أمريكي، ولد في 12 يونيو 1928 في الولايات المتحدة، وتوفي في 11 يونيو 2000 بلوس أنجلوس في الولايات المتحدة.

## وصلات خارجية
- ليو غالو على موقع IMDb (الإنجليزية)
- ليو غالو على موقع قاعدة بيانات برودواي على الإنترنت (الإنجليزية)
- ليو غالو على موقع قاعدة بيانات الفيلم (الإنجليزية)